# Sunlight (The Magician)
Sunlight is een nummer van de Vlaamse muziekproducent The Magician samen met de Britse band Years & Years. Het nummer werd in Verenigd Koninkrijk uitgebracht op 24 september 2014 als muziekdownload. "Sunlight" is geschreven door Stephan Fasano, Olly Alexander en Mark Ralph.

## Tracklijst
| Nr. | Titel                 | Duur  |
| --- | --------------------- | ----- |
| 1.  | Sunlight (radio edit) | 03:29 |

## Hitnoteringen

### Nederlandse Top 40
| Positie: | 32 | 27 | 26 | 23 | 22 | 27 | 28 | 28 | 30 | 32 |

### NederlandseSingle Top 100
| Positie: | 64 | 51 | 44 | 38 | 38 | 37 | 43 | 49 | 58 | 70 |

## Releasedata
| Land                | Releasedatum      | Formaat        | Label |
| ------------------- | ----------------- | -------------- | ----- |
| Ierland             | 26 september 2014 | Muziekdownload | FFRR  |
| Verenigd Koninkrijk | 28 september 2014 | Muziekdownload | FFRR  |